# Cyprideis miguelensis
Cyprideis miguelensis är en kräftdjursart som beskrevs av Benson 1959. Cyprideis miguelensis ingår i släktet Cyprideis och familjen Cytherideidae. Inga underarter finns listade i Catalogue of Life.